# Park Yong-rae
Park Yong-rae (* 14. August 1925 im Kreis Fuyo-gun, Chūsei-nandō, früheres Japanisches Kaiserreich, heutiges Südkorea; † 21. November 1980) war ein südkoreanischer Lyriker.

## Leben
Park machte 1943 seinen Abschluss an der Kōkei Handelsoberschule (jap. 江景商業高等學校, Kōkei Shōgyō Kōtō Gakkō; kor. 강경 상업고등학교, Ganggyeong Sangeopgodeunghakgyo, Kanggyŏng Handelsoberschule) und debütierte als Schriftsteller 1956, als seine Werke Herbstlied (가을의 노래, Gaeurui Norae), Lößweg (황토길, Hwangtogil) und Erde (땅, Ttang) in der Zeitschrift Moderne Literatur veröffentlicht wurden. Vor allem aufgrund seiner ländlichen Lyrik erhielten seine Werke viel Aufmerksamkeit. Park starb am 21. November 1980.
Seine Karriere als Lyriker kann grob in 4 Perioden unterteilt werden. Die erste Periode begann Mitte der 1940er Jahre und dauerte an bis zur Publikation seiner ersten Gedichtsammlung Eisregen (싸락눈, Ssaraknun). Das Hauptmotiv dieser Periode ist das grundlegende Bewusstsein von Einsamkeit und Verzweiflung.
Die Gedichte aus der zweiten Periode seiner Karriere beinhalten alle Gedichte zwischen Eisregen und Borstenhirse (강아지풀, Gangajipul), welche sich auf die Reinheit von Naturphänomenen konzentrieren.
Zu den Gedichten der dritten Periode zählen alle Gedichte zwischen Borstenhirse und Weißer Blumenstängel (백발의 꽃대궁, 百髮의 꽃대궁, Baekbarui Kkokdaegung). Diese weisen einen starken Kontrast zu denen der beiden früheren Perioden auf. Während seine früheren Gedichte ein gewisses lyrisches Bewusstsein ausdrückten, beinhalten die Gedichte der dritten Periode zudem eine zaghafte Erkundung der Beziehung zwischen Menschen und sprechen das schwierige Spektrum des Todes an.
Die vierte und letzte Periode seiner Karriere beinhaltet eine Verschiebung der Perspektive des Künstlers. Park lehnt in dieser Phase den Eskapismus seiner früheren Werke ab und erweitert sein Weltbild. Er stellt ein Weltbewusstsein und eine neue persönliche Philosophie dar.
Obwohl einige Kritiker seine Lyrik als monoton und monochromatisch bezeichnen, bilden deren einfache Struktur und karge Ausdrucksweise die Grundlage dafür, Objekte der Erinnerung in den prägnanten Fokus zu rücken. Selbst seine Technik, die im Koreanischen übliche Wortstellung (Subjekt-Objekt-Prädikat) zu verändern und die Verse mit Nomen oder Nominalsuffixen zu beenden, ist ein Beweis dafür, dass Form und Zeichnung wichtiger Bestandteil seiner Lyrik sind.

## Arbeiten (Auszug)

### Koreanisch
- 싸락눈 Eisregen (1969)
- 강아지풀 Borstenhirse (1975)
- 白髮의 꽃대궁 Weißer Blütenstängel (1979)
- 먼 바다 Weit entferntes Meer posthum (1984)

## Auszeichnungen
- 1961: 제5회 충남문화상 수상 (Kulturpreis der Provinz Süd-Ch'ungch'ŏng)
- 1969: 제1회 현대시학 작품상 (Preis für moderne Lyrik)
- 1980: 제7회 한국문학 작가상 수상 (Autorenpreis für koreanische Literatur)